# Al·la Iàkovleva
Al·la Aleksàndrovna Iàkovleva (en rus: Алла Александровна Яковлева) (Porkhov, óblast de Pskov, 12 de juliol de 1963) va ser una ciclista russa retirada, que va competir per la Unió Soviètica.
El primer èxit de la seva carrera el va aconseguir el 1986, quan va guanyar una medalla de bronze en la cursa de sortida conjunta al Campionat del Món de ciclisme en ruta que es va fer a Colorado Springs, per darrere de la francesa Jeannie Longo i l'estatunidenca Janelle Parks.
Al campionat del món celebrat un any més tard a Villach, va guanyar la medalla d'or a la contrarellotge per equips, juntament amb Nadejda Kibardinà, Liubov Pugovítxnikova i Tamara Poliakova. En la mateixa competició, l'equip de l'URSS, del qual també formava part Iàkovleva, el 1988 va guanyar la medalla de plata a Ronse.
Iàkovleva va competir als Jocs Olímpics d'Estiu de 1988 en la cursa de carretera femenina i va acabar en 34a posició.

## Palmarès
- 1986
  - Vencedora de 2 etapes al Tour de l'Aude
  - Vencedora d'una etapa al Tour d'Aquitània
- 1987
  -  Campiona del món en contrarellotge per equips (amb Nadejda Kibardinà, Tamara Poliakova i Liubov Pugovítxnikova)
  - Vencedora d'una etapa al Tour de França